# لوس آرابوس
لوس آرابوس (به اسپانیایی: Los Arabos) یک منطقهٔ مسکونی در کوبا است که در استان ماتانزاس واقع شده‌است. لوس آرابوس ۷۶۲ کیلومتر مربع مساحت و ۲۵٬۷۰۲ نفر جمعیت دارد و ۷۵ متر بالاتر از سطح دریا واقع شده‌است.
لوس آرابوس در کوبا به دلیل واقع شدن در منطقه‌ای با آب و هوای مرطوب و گرمسیری، سرشار از تنوع زیستی و مناظر طبیعی زیبا است. این منطقه دارای مزارع بسیاری از گیاهان مانند قند، تنباکو، مرکبات، مانگو، آووکادو و غیره است که در کشاورزی و صنایع غذایی محلی به کار گرفته می‌شوند. همچنین، لوس آرابوس دارای جاذبه‌های گردشگری طبیعی مانند جنگل‌های بومی، رودخانه‌ها، مناظر کوهستانی و سواحل زیباست.